# Te Kainga
Te Kainga är en ö i Cooköarna (Nya Zeeland). Den ligger i den norra delen av landet och den ingår i atollen Rakahanga. Arean är 4,8 kvadratkilometer.
Terrängen på Te Kainga är mycket platt. Öns högsta punkt är 24 meter över havet. Den sträcker sig 4,8 kilometer i nord-sydlig riktning, och 3,0 kilometer i öst-västlig riktning.